# Mădălina Hegheș
Mădălina Hegheș (n. 29 septembrie 1997, Botoșani, România) este o canotoare română. A reprezentat România la Jocurile Olimpice de vară din 2020 de la Tokyo.
La Campionatele Europene din 2018 a câștigat medalia de argint.